# Добровольський Аркадій Вікторович
Аркадій Вікторович Добровольський (нар. 18 лютого 1887, Полтавка, тепер Криворізького району Дніпропетровської області — 27 червня 1956, м. Київ) — український археолог, кандидат історичних наук, старший науковий співробітник Інституту археології АН УРСР, завідувач відділу.

## Життєпис
Народився 18 лютого 1887 р. у с. Полтавці Широковської волості Херсонського повіту у родині спадкового дворянина Віктора Васильовича Добровольського та його дружини Ганни Платонівни.
Дитячі та юнацькі роки провів в Одесі, де отримав середню освіту в Рішельєвській гімназії, яку закінчив 1 червня 1906 ронк зі Срібною медаллю,. В 1906 року спочатку вступив до І курсу фізико-математичного факультету  Імператорського Новоросійського університету (ІНУ), а згодом перевівся до юридичного факультету, який закінчив у 1912 р.. До вступу до університету, 1905 р. почав працювати в музеї Одеського товариства історії і старожитностей (ОТІС). Під керівництвом Е. Штерна вивчав первісні старожитності, що зберігалися у скарбницях музею. 1910 р. з метою ознайомлення з місцевим музеєм старожитностей вирушив до Херсону. Під час перебування у цьому місті він також знайомиться з відомим археологом В. Гошкевичем, який справив величезне враження на молодого вченого, що у подальшому призвело до налагодження між ними добрих стосунків.
По закінченню в 1912 р. Імператорського Новоросійського університету (ІНУ) в Одесі, одночасно з обранням його членом-кореспондентом Одеського товариства історії і старожитностей (ОТІС), він розпочав власну археологічну практику. Це були розкопки кургану у передмісті м. Одеси Слободка-Романовка, які проводилися протягом 1912–1913 рр.. Наслідки розкопок склали основу першої його наукової публікації.
У 1914–1932 рр. працював науковим співробітником Херсонського музею, викладачем Херсонського Інституту народної освіти (ІНО).
У 1914–1928 рр. провів розкопки кількох курганів, досконало обстежив береги р. Інгулець, від впадіння у Дніпро до с. Мала Сейдеминуха, провів розкопки землеробських поселень по Інгульцу, дослідив поселення доби бронзи біля м. Берислава та с. Нова Олександрівка. Деякі результати цих досліджень були опубліковані на сторінках «Вісника Одеської комісії краєзнавства при ВУАН», членом археологічної секції якої він був.
У 1928 р. залучався до робіт Дніпропетровської археологічної експедиції, що працювала в зоні майбутнього затоплення водосховища Дніпрогесу. Саме там він здійснив величезний обсяг польових досліджень, що стало великим внеском у вивчення археологічних пам'яток порожистої частини Дніпра. Активні дослідження у Надпоріжжі призвели до того, що від 1932 р. до 1938 р.він працював у Дніпропетровському історико-археологічного музеї. 1939 р. повернувся до Одеси, де працював в історико-археологічному музеї.
У 1940 р. його було зараховано на посаду старшого наукового співробітника Інституту археології АН УРСР. Відтоді його життя та наукова діяльність були пов'язані з Києвом та Інститутом археології.
У 1948–1949 рр. читав лекції курсу археології на історичному факультеті Київського державного університету ім. Т. Шевченка. У повоєнні роки він продовжував активні археологічні дослідження у Надпоріжжі та на Півдні України.
У 1951 р. вчений повернувся до досліджень на території Херсонщини, що було пов'язано з його очолюванням однієї з великих охоронних експедицій з вивчення пам'яток у зоні будівництва Каховської ГЕС. Плідна науково-дослідна робота в галузі археології призвела до того, що 1954 р. його було обрано на завідувача відділу первісної археології Інституту археології АН УРСР, тобто він став фактичним керівником усіх археологічних досліджень первісної доби в Україні.
Головним науковим доробком є польові дослідження — відкриття та розкопки низки археологічних пам'яток: пізньопалеолітична стоянка Кайстрова балка IV (1932–1933); неолітичні та енеолітичні поселення і могильники — Середній Стог (1927), Собачки-Вовчок (1928–1929), Виноградний острів (1929–1930), Ігрень (1945–1946), Чаплі (1950), Незвиська стоянка на Івано-Франківщині; пам'ятки доби бронзи — Дурна Скеля (1928), Стрільча Скеля (1946), Сабатинівка (1947), Бабине ІІІ (1954), трипільське поселення біля Сабатинівки (1938–1939, 1947), Золотобалківське пізньоскіфське поселення (1951–1953).
Помер 27 червня 1956.

## Праці
- (рос.)Раскопки кургана в предместье Одессы «Слободка-Романовка». — Одесса, 1914;
- (рос.)Древние земледельческие поселения по берегам Ингульца // Вісник ОКК при ВУАН. — Ч. 2-3. — Одеса, 1925;
- (рос.)Погребения под плитами близ Большой Сейдеминухи (Снигиревского района Херсонского округа) // Вісник ОКК при ВУАН. — Ч. 2-3. — Одеса, 1925.
- Добровольський А. Етюди з Надпорізького неоліту / А. Добровольський. – Київ : б. в., 1930. – 9 с. [Архівовано 22 вересня 2020 у Wayback Machine.]